# Nissedal
Nissedal este o comună din provincia Telemark, Norvegia.
Se află cu cel mai înalt punct în Førheinutane[*], la 1.040,5 m. Are o suprafață de 905,17 km². Populația este de 1.442 locuitori, determinată în 1 ianuarie 2023, prin Folkeregisteret[*].